# Boophis

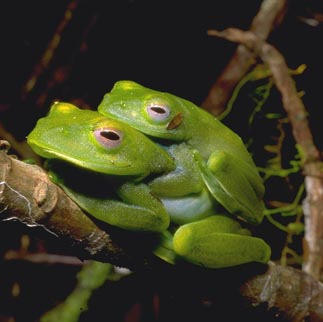
Paring Boophis luteus, vrouwtje onder.

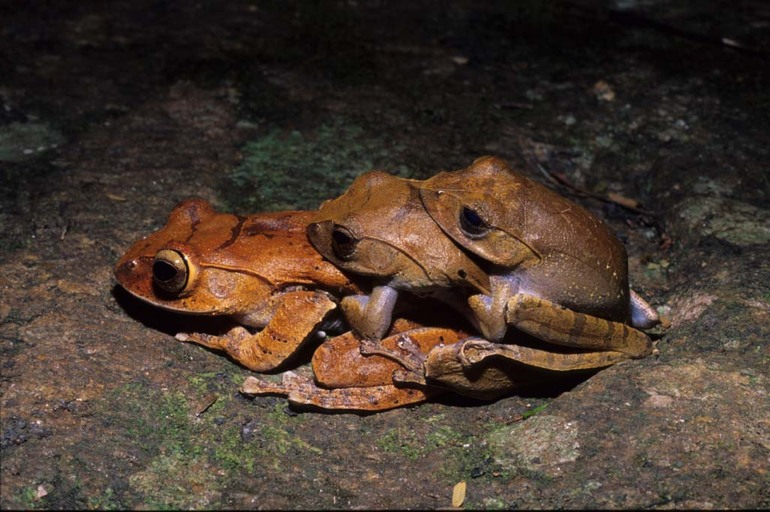
Paring Boophis madagascariensis, vrouwtje (links) en twee mannetjes.

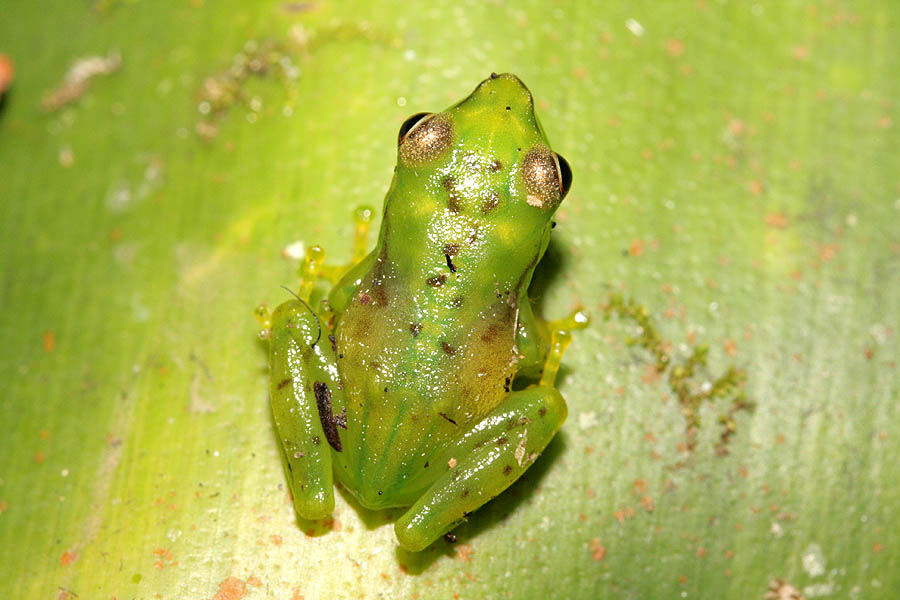
Boophis jaegeri

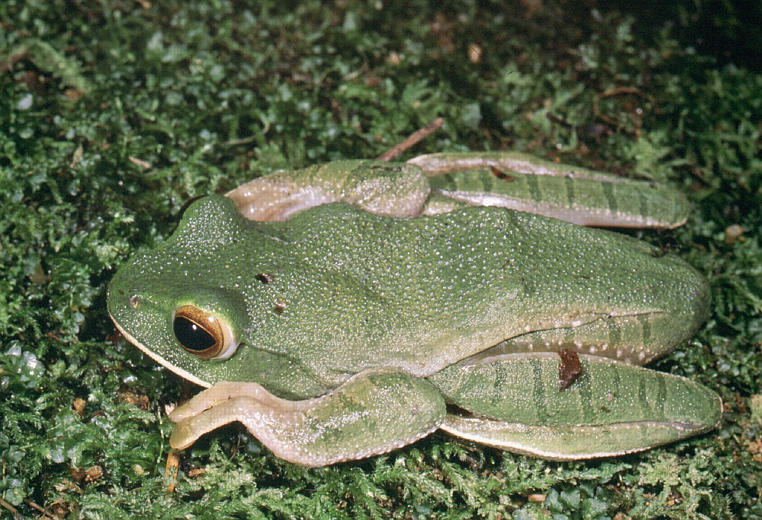
Boophis albilabris

Boophis is een geslacht van kikkers uit de familie gouden kikkers (Mantellidae). De wetenschappelijke naam van het geslacht werd in 1838 voor het eerst gepubliceerd door Johann Jakob von Tschudi.
Er worden 77 soorten in het geslacht geplaatst. Veel hiervan zijn pas recent beschreven zodat in de literatuur vaak een lager aantal soorten wordt opgegeven. Zo zijn er sinds 2010 minstens twintig nieuw beschreven en benoemde soorten aan de lijst toegevoegd. Een voorbeeld is de soort Boophis boppa die in 2015 werd beschreven. In de literatuur wordt daarom vaak een lager soortenaantal genoemd. 
Soorten van dit geslacht komen uitsluitend voor op Madagaskar en het niet ver daarvandaan gelegen eiland Mayotte.

## Taxonomie
Geslacht Boophis
- Soort Boophis albilabris
- Soort Boophis albipunctatus
- Soort Boophis andohahela
- Soort Boophis andrangoloaka
- Soort Boophis andreonei
- Soort Boophis anjanaharibeensis
- Soort Boophis ankarafensis
- Soort Boophis ankaratra
- Soort Boophis arcanus
- Soort Boophis axelmeyeri
- Soort Boophis baetkei
- Soort Boophis blommersae
- Soort Boophis boehmei
- Soort Boophis boppa
- Soort Boophis bottae
- Soort Boophis brachychir
- Soort Boophis burgeri
- Soort Boophis calcaratus
- Soort Boophis doulioti
- Soort Boophis elenae
- Soort Boophis englaenderi
- Soort Boophis entingae
- Soort Boophis erythrodactylus
- Soort Boophis fayi
- Soort Boophis feonnyala
- Soort Boophis goudotii
- Soort Boophis guibei
- Soort Boophis haematopus
- Soort Boophis haingana
- Soort Boophis idae
- Soort Boophis jaegeri
- Soort Boophis laurenti
- Soort Boophis liami
- Soort Boophis lichenoides
- Soort Boophis lilianae
- Soort Boophis luciae
- Soort Boophis luteus
- Soort Boophis madagascariensis
- Soort Boophis majori
- Soort Boophis mandraka
- Soort Boophis marojezensis
- Soort Boophis miadana
- Soort Boophis microtympanum – Ceylonese boomkikker
- Soort Boophis miniatus
- Soort Boophis narinsi
- Soort Boophis obscurus
- Soort Boophis occidentalis
- Soort Boophis opisthodon
- Soort Boophis pauliani
- Soort Boophis periegetes
- Soort Boophis picturatus
- Soort Boophis piperatus
- Soort Boophis popi
- Soort Boophis praedictus
- Soort Boophis pyrrhus
- Soort Boophis quasiboehmei
- Soort Boophis rappiodes
- Soort Boophis reticulatus
- Soort Boophis rhodoscelis
- Soort Boophis roseipalmatus
- Soort Boophis rufioculis
- Soort Boophis sambirano
- Soort Boophis sandrae
- Soort Boophis schuboeae
- Soort Boophis septentrionalis
- Soort Boophis sibilans
- Soort Boophis solomaso
- Soort Boophis spinophis
- Soort Boophis tampoka
- Soort Boophis tasymena
- Soort Boophis tephraeomystax
- Soort Boophis tsilomaro
- Soort Boophis ulftunni
- Soort Boophis viridis
- Soort Boophis vittatus
- Soort Boophis williamsi
- Soort Boophis xerophilus